# Église Saint-Jean-l'Évangéliste de Funchal
Pour les articles homonymes, voir Église Saint-Jean-l'Évangéliste.
L'église Saint-Jean-l'Évangéliste de Funchal (en portugais : Igreja de São João Evangelista) ou église du Collège des Jésuites (en portugais : Igreja do Colégio dos Jesuítas), est un édifice religieux situé à Funchal, à Madère, au Portugal.

## Histoire
L'église a été construite au XVIIe siècle par les Jésuites dans un style de transition entre le maniérisme et le baroque

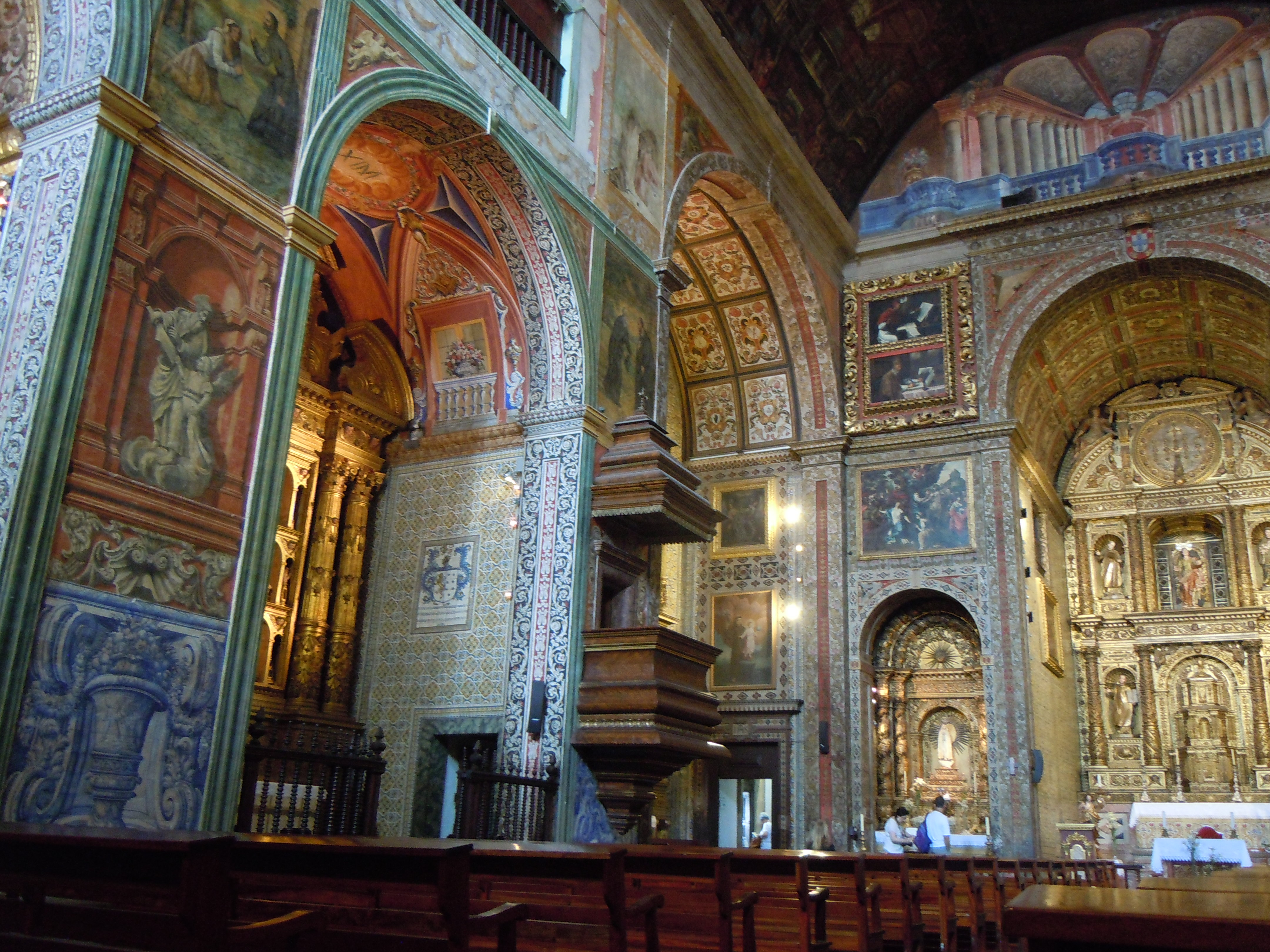
Intérieur de style baroque

## Collège des Jésuites

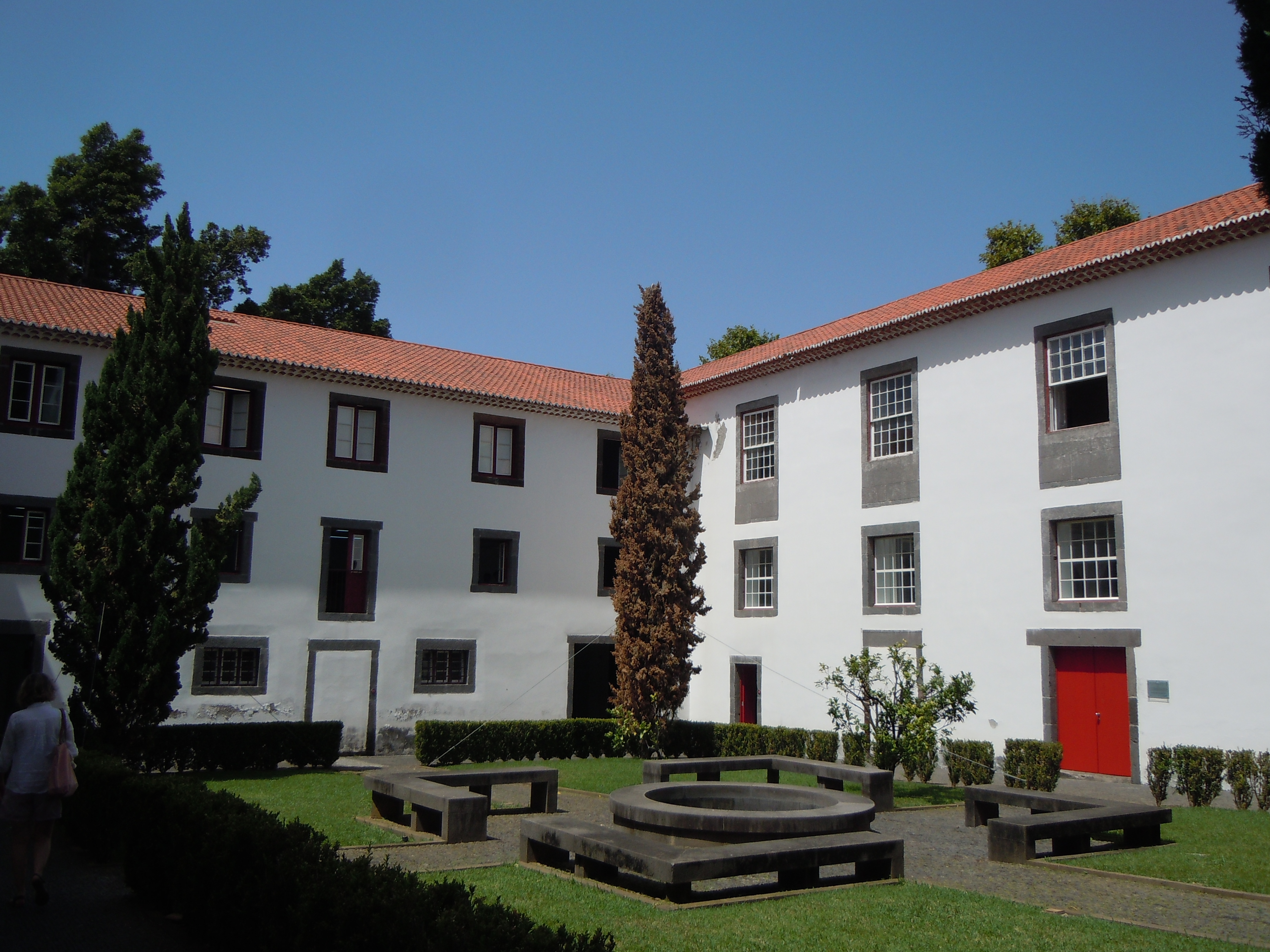
Cloître du Collège des Jésuites

L'église fait partie du collège des Jésuites. Après l'expulsion des jésuites en 1760, le bâtiment fut abandonné puis a été transformé en séminaire catholique en 1797. Il fut occupé par les troupes britanniques en 1802 et 1814. Restauré en 1848, il est devenu un collège catholique d'enseignement secondaire.